# Поклонная улица
Покло́нная у́лица (до 14 ноября 1972 года — Пе́рвая и Втора́я Покло́нные у́лицы) — улица, расположенная в Западном административном округе города Москвы на территории района Дорогомилово.

## История
Улица была образована 14 ноября 1972 года при объединении Пе́рвой и Второ́й Покло́нных у́лиц, проложенных в 1927 году, и получила современное название, которое, как и исторические, было дано по Поклонной горе, расположенной между Поклонной улицей и Кутузовским проспектом. 10 ноября 2020 года улица была продлена за счёт безымянного проезда (неофициальное название Объездная дорога) в парке Победы до аллеи Молодожёнов.

## Расположение
Поклонная улица, являясь продолжением улицы Кульнева, проходит от Кутузовского проспекта на юго-восток, поворачивает на юго-запад и проходит между Кутузовским проспектом и путями Киевского направления Московской железной дороги параллельно им, далее следуя по периметру парковой зоны, поворачивая в районе станции метро «Минская» параллельно Минской улице и следуя до аллеи Молодожёнов. С севера к Поклонной улице примыкают улица 1812 Года и улица Генерала Ермолова. Нумерация домов начинается от Кутузовского проспекта.

## Примечательные здания и сооружения
По нечётной стороне:
По чётной стороне:

## Транспорт

### Наземный транспорт
По Поклонной улице не проходят маршруты наземного общественного транспорта. У начала улицы, на Кутузовском проспекте, расположена остановка «Поклонная улица» автобусов № 116, м2, т7, т39, т44.

### Метро
- Станция метро «Кутузовская» Филёвской линии — в начале улицы, на пересечении Кутузовского проспекта и Третьего транспортного кольца.
- Станции метро «Парк Победы» Арбатско-Покровской и Солнцевской линий — у западного конца улицы, на площади Победы.
- Станция метро «Минская» Солнцевской линии — в районе поворота улицы от Киевского направления МЖД к Кутузовскому проспекту.

### Железнодорожный транспорт
- Платформа «Минская» Киевского направления МЖД — в непосредственной близости от западной части улицы, на пересечении Минской улицы и проспекта Генерала Дорохова.
- Платформа «Поклонная» Киевского направления МЖД — в непосредственной близости от центральной части улицы, на улице Братьев Фонченко.
- Станция «Кутузовская» Московского центрального кольца — на пересечении линии с Кутузовским проспектом и расположена в границах участковой станции Пресня параллельно одноимённой станции метро. Ранее на месте расположения платформы находилась станция Кутузово.
- Платформа «Кутузовская» Калужского-Нижегородского диаметра — на пересечении Кутузовского проспекта и Третьего транспортного кольца.